# Dinslaken
De stad Dinslaken ligt in het noordwesten van het Ruhrgebied in de Duitse deelstaat Noordrijn-Westfalen. De stad telt 67.338 inwoners (31 december 2020) op een oppervlakte van 47,68 km².
De stad ligt in het Regierungsbezirk (regio) Düsseldorf en in de Kreis Wesel.

## Geografie
Dinslaken grenst in het zuiden aan Walsum (Duisburg) en Oberhausen. 13 km ten noordwesten ligt Wesel. In het oosten grenst Dinslaken aan het natuurpark Hoge Mark (Hohe Mark).

## Stadsdelen
De stad Dinslaken bestaat uit zes stadsdelen:
- Eppinghoven
- Hiesfeld
- Binnenstad
- Lohberg
- Bruch
- Averbruch

## Stedenbanden
- Agen (Frankrijk) sinds 1963
- Arad (Israël) sinds 1989

## Geboren
- Joan Bernard Auffmorth (1744-1831), politicus
- Maria Sander (1924), atlete
- Frank Dorittke (1964), gitarist
- Serkan Çalık (1986), voetballer

## Afbeeldingen

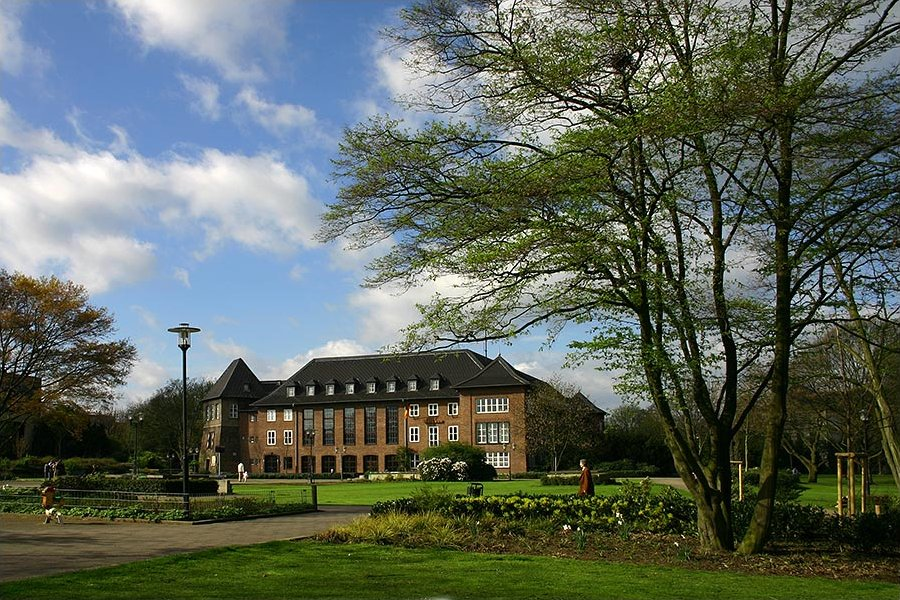
Gemeentehuis
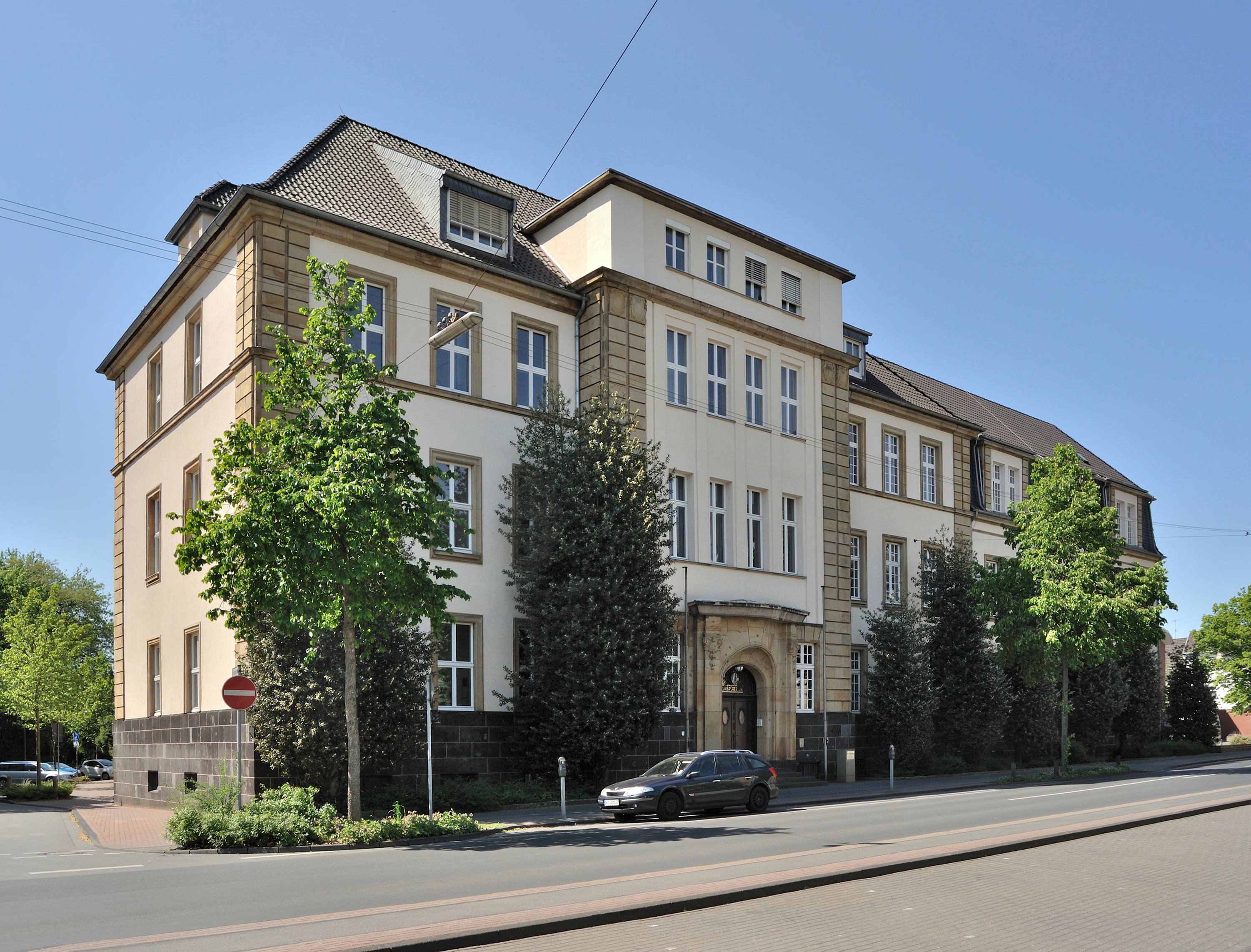
Gerechtsgebouw
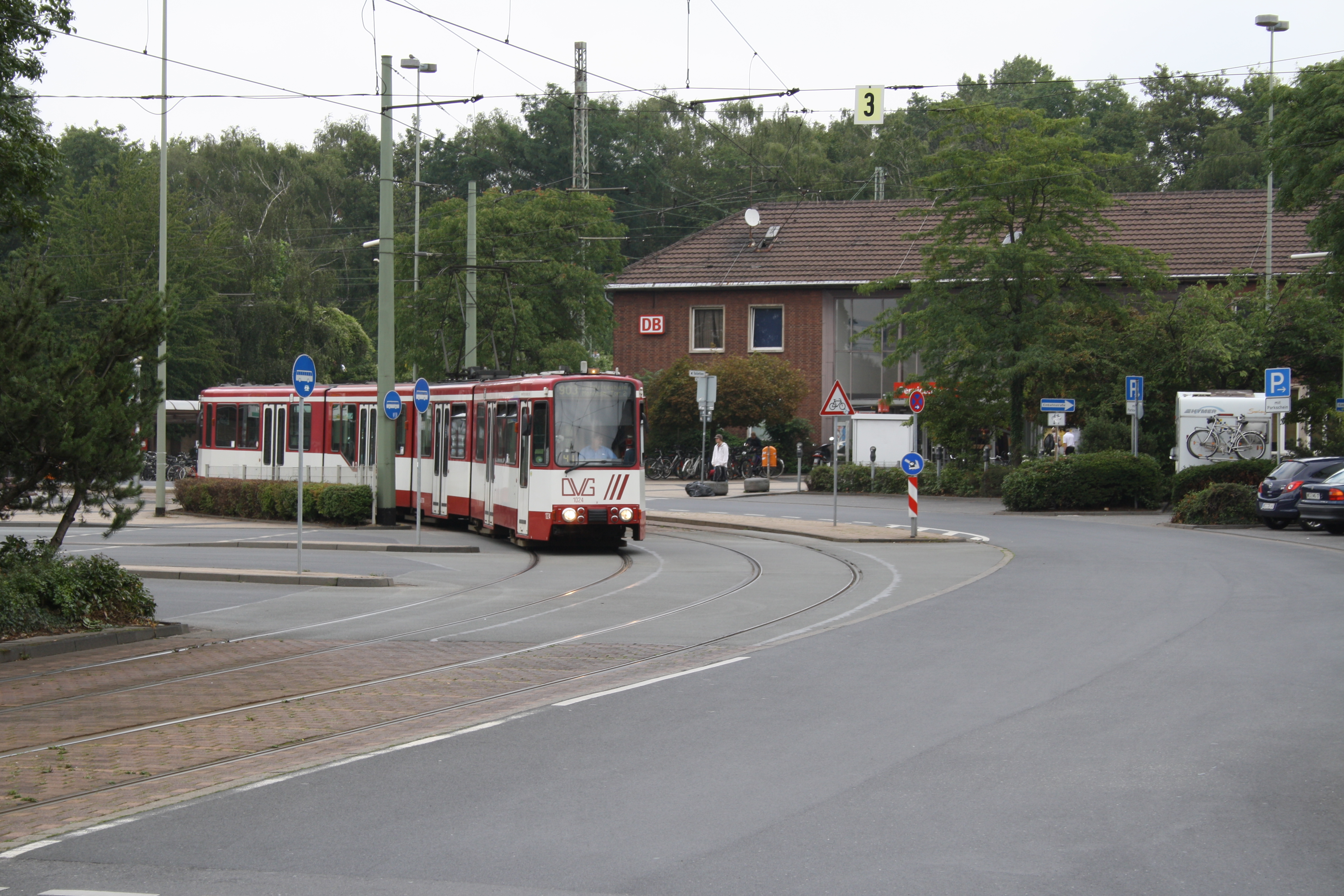
Station
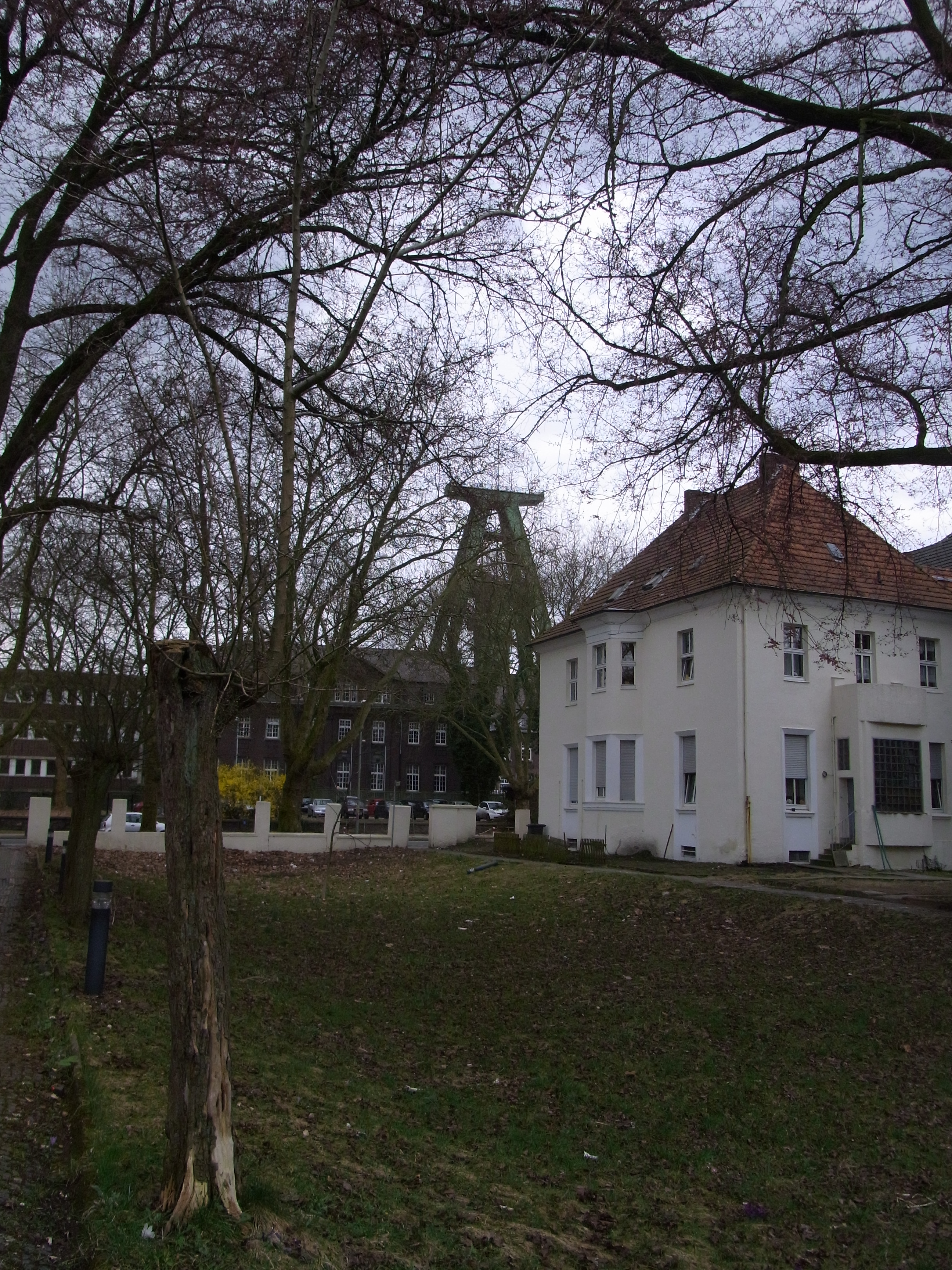
Mijn Lohberg

Alpen · Dinslaken · Hamminkeln · Hünxe · Kamp-Lintfort · Moers · Neukirchen-Vluyn · Rheinberg · Schermbeck · Sonsbeck · Voerde · Wezel · Xanten